# Andrea Alberti (hockeista su ghiaccio)
Andrea Alberti (San Candido, 10 maggio 1985) è un hockeista in-line ed ex hockeista su ghiaccio italiano, di ruolo portiere.

## Carriera
È alto 175 cm per 73 kg di peso. Ha giocato tutta la sua carriera con la Sportivi Ghiaccio Cortina, conquistando al termine della stagione 2006-07 il primo titolo nazionale della propria carriera, conclusasi nel 2009. Passato poi all'hockey in-line, gioca dapprima con il Ferrara Hockey e dal 2011 con i Diavoli Vicenza.